# Re Enzo
Représentations notables
- 24 septembre 2004, Teatro Comunale de Bologne

Re Enzo P 55 (Roi Enzo) est un opéra comique en 3 actes et 4 tableaux d'Ottorino Respighi sur un livret d'Alberto Donini (un étudiant ami de Respighi). La première représentation a eu lieu au Teatro del Corso de Bologne le 12 mars 1905 (avec comme interprètes Rosina Giovannoni Zacchi dans le rôle de Lauretta et Ernesto Lavarello dans celui de Leonzio). Par la volonté de Respighi, il n'y a eu qu'une seule représentation, qui a eu un bon succès. Les interprètes avaient été choisis parmi les étudiants de Bologne.
L'œuvre est une sorte d'opérette, avec de nombreux numéros musicaux alternant avec des dialogues.
À l'époque récente, l'opéra a été remonté au Teatro Comunale de Bologne les 21, 23 et 24 septembre 2004, avec comme chanteurs Cristiano Cremonini (Re Enzo), Yoon Jung Bin (Lauretta), Filomena Pericoli (Isabella), Giuseppe di Paola (Le podestat) Maurizio Amadori (Gigione). La réalisation était celle de Luigi Pagliarini, dans un spectacle organisé en collaboration entre le Conservatoire, l'Accademia di Belle Arti et l'Université de la ville,,.
L'opéra a été édité à Bologne par la Società Tipografica Mareggiani en 1905. Le manuscrit est conservé à la Bibliothèque musicale du Conservatoire de Bologne.

## Rôles

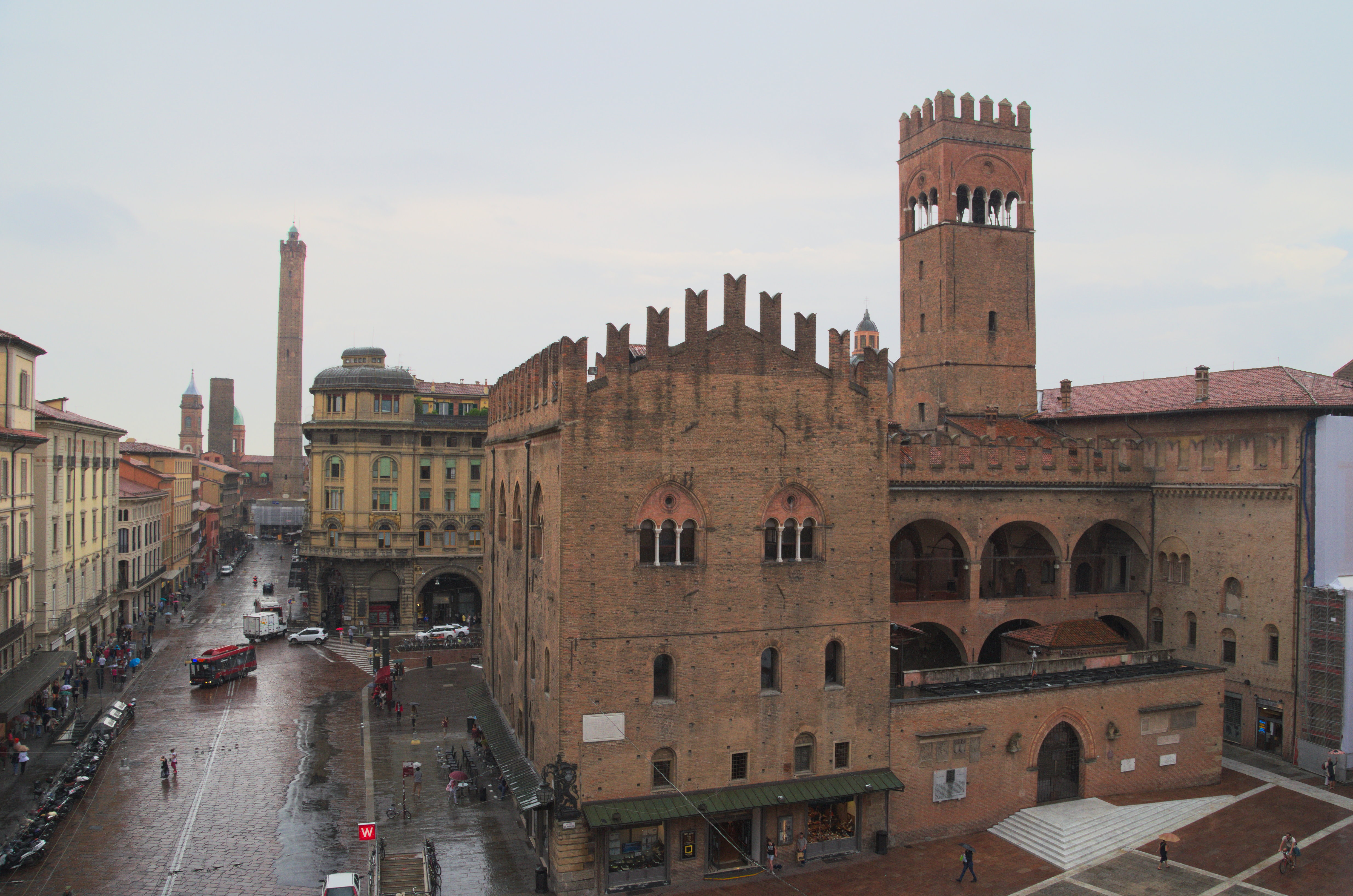
Palazzo Re Enzo à Bologne

| Rôles                                                  | Voix    | Création, le 12 mars 1905 |
| ------------------------------------------------------ | ------- | ------------------------- |
| Enzo                                                   | ténor   | Ernesto Lavarello         |
| Lauretta                                               | soprano | Rosina Giovannoni Zacchi  |
| Isabella dei Menicucci                                 | soprano |                           |
| Podestat                                               | ténor   |                           |
| Gigione                                                | ténor   |                           |
| Cucuberna                                              | ténor   |                           |
| Leonzio dei Ghisilieri                                 | basse   |                           |
| Adalberto                                              | ténor   |                           |
| Premier travailleur                                    | ténor   |                           |
| Second travailleur                                     | baryton |                           |
| 3 Ambassadeurs                                         |         |                           |
| Étudiants, gardes, procession, peuple, épouses, hommes |         |                           |

## Intrigue
- L'intrigue s'inspire d'un fait et de personnages historiques réels.
- Lieu: Bologne
- Époque: Seconde moitié du XIIIe siècle

L'histoire tourne autour du personnage du roi Enzo (1224-1272), roi de Sardaigne, capturé par les Bolonais à la bataille de Fossalta (1249) et emprisonné à Bologne (dans le palais qui porte son nom). Toutes les femmes de Bologne sont tombées amoureuses du Roi Enzo en raison de sa beauté et aimeraient le libérer, et commence une sorte de lutte avec les hommes qui s'inquiètent de perdre l'amour de leurs épouses.

## Instrumentation

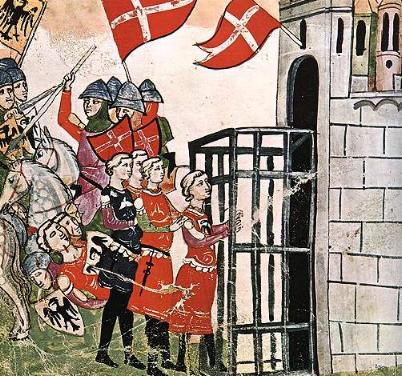
Le Roi Enzo est capturé par les Bolonais (miniature du codex Chigi)

| Instrumentation de Re Enzo                                                  |
| Cordes                                                                      |
| premiers violons, seconds violons, altos, violoncelles, contrebasses, harpe |
| Bois                                                                        |
| 2 piccolos hautbois, clarinettes, bassons                                   |
| Cuivres                                                                     |
| 2 cors, 2 trompettes, 3 trombones,                                          |
| Percussions                                                                 |
| timbales, grosse caisse, triangle, cymbales, carillon tubulaire             |
| Sur scène                                                                   |
| orchestre d'harmonie, trompettes, harpe, mandolines                         |